# Crozier Ø
Crozier Ø (deutsch Crozier-Insel, englisch Crozier Island) ist eine grönländische Insel im Distrikt Qaanaaq in der Avannaata Kommunia.

## Geografie
Crozier Ø ist die südlichste von drei Inseln im Kennedy-Kanal, einem Teil der Nares-Straße, der sich zwischen der kanadischen Ellesmere Island und Grönland erstreckt. Die beiden anderen Inseln sind die Franklin Ø und die zwischen Kanada und Grönland geteilte Hans-Insel. Die unbewohnte, vegetationslose Insel liegt rund 13 Kilometer südwestlich der Franklin-Insel, und ist nur etwa 3,1 × 1,5 km groß. An ihrer Südwestseite erhebt sie sich zu einer Höhe von 60 m.[Beleg?]

## Geschichte
Die Insel wurde von Elisha Kent Kane im Juni 1854 gesichtet und nach dem britischen Marineoffizier Francis Crozier benannt, dem zweiten Kommandanten nach John Franklin auf dessen Expedition 1845–1848.